# Amnemochthonius taeniophorus
Amnemochthonius taeniophorus är en kvalsterart som beskrevs av Grandjean 1949. Amnemochthonius taeniophorus ingår i släktet Amnemochthonius och familjen Haplochthoniidae. Inga underarter finns listade i Catalogue of Life.